# Annabelle Bond
Annabelle Bond, née en 1969, est une socialite et alpiniste britannique. Elle est la quatrième femme britannique à atteindre le sommet de l'Everest et a détenu le record féminin d'ascension des sept sommets (en 360 jours) de 2005 à 2013, battue par l'Anglo-américaine Vanessa O'Brien en 10 mois.